# Kampen (Arckanum-Album)
Kampen ist das dritte Album des schwedischen Black-Metal-Projekts Arckanum. Es erschien 1998 bei Necropolis Records.

## Entstehung
Das Album wurde im High Tech Trinity Studio in Mora aufgenommen und von Niklas Bäckar und Shamaatae abgemischt und produziert. Zu den Titeln Kamps tekn, Pa gruvstiigher vandrum, Minir natz fughlir, Skipu vidit dunkel und þær vindanir dvælies steuerte Lena Klarström Klargesang bei, bei Sangin kaos war Sataros von der Band Sataros Grief als zweiter Sänger und zweiter Gitarrist beteiligt. Das Album erschien 1998 als auf 3000 Exemplare limitierte Doppel-CD.

## Titelliste
1. Intro – 04:41
2. Kamps tekn – 05:59
3. Frana – 06:50
4. Tronan yvir þusand landskaps mark – 04:17
5. Pa gruvstiigher vandrum – 06:50
6. Minir natz fughlir – 06:40
7. Trulfylket, raþz ok os – 08:42
8. þe hæmpndlystnir fran dimban – 04:15
9. Nær ok fiær – 03:59
10. Skipu vidit dunkel – 05:37
11. þær vindanir dvælies – 05:50
12. Sangin kaos – 08:59

## Musikstil und Texte
Musikalisch ist Kampen mit Bathory und norwegischen Black-Metal-Bands vergleichbar.
Auf den ersten drei Alben behandelte Arckanum Trolle und die Gottheit Pan, während spätere Veröffentlichungen den Chaos-Gnostizismus beziehungsweise antikosmischen Satanismus behandeln. Shamaatae erklärte jedoch, dass „es sich bei Trollen um eine bestimmte Art dämonischer Riesengestalten handelt, die der nordischen Mythologie zufolge ihre Heimstätte in Jötunheim haben“. Er „mischte die Themen ‚Trolle‘ und ‚Pan‘, da sie vieles gemeinsam haben – zwar nicht den mythologischen Ursprung und Hintergrund, aber dennoch. Für mich war Pan immer etwas wie ein Symbol für Loki’s [sic!] Wirken und seine Essenz. Deshalb besteht ein Zusammenhang zwischen den Trollen und dem Gott Pan. Und dem Gnostizismus war ich schon immer sehr zugetan. Arckanum behandelt diese Thematik von Anbeginn an und auch als ich noch als Schlagzeuger bei Disenterment aktiv war, schrieb ich Liedtexte wie ‚Astral-Arcanum‘ und ‚Gnosticism‘, wozu ich von unseren ‚magischen und musikalischen Machenschaften‘ dieser Tage inspiriert wurde.“ Trotzdem wurde das Album auch als heidnisch aufgefasst.

## Rezeption
Arlette Huguenin vom E-Zine Vampster bezeichnete die gemeinsame Wiederveröffentlichung der ersten drei Arckanum-Alben als „[e]ine über und über mit dem Wort ‚kvlt‘ imprägnierte Geschichtsstunde in Sachen Black Metal made in Sweden“. Roberto Martinelli vom Maelstrom-E-Zine bezeichnete es als schade, dass Arckanum nach Kampen keinen klaren Gesang mehr verwandte und auch der gutturale Gesang sich änderte, weshalb spätere Alben wie Antikosmos und ÞÞÞÞÞÞÞÞÞÞÞ weniger interessant seien. Kampen sei eines der besten Black-Metal-Alben überhaupt. Gerade der klare Gesang sei an diesem Album besonders und ein noch charakteristischeres Element als der Rhythmus. Der Einsatz von Samples sei jedoch übertrieben, besonders, da er immer dasselbe Sample einer Eule verwende.